# Verdun-sur-Garonne
 Verdun-sur-Garonne  es una población y comuna francesa, en la región de Mediodía-Pirineos, departamento de Tarn y Garona, en el distrito de Montauban. Es el chef-lieu del cantón de Verdun-sur-Garonne.

## Historia
En 1315 los judíos se refugiaron aquí de cualquiera que deseara matarles y expulsarles, tirándoles piedras y todo tipo de cosas.

## Monumento

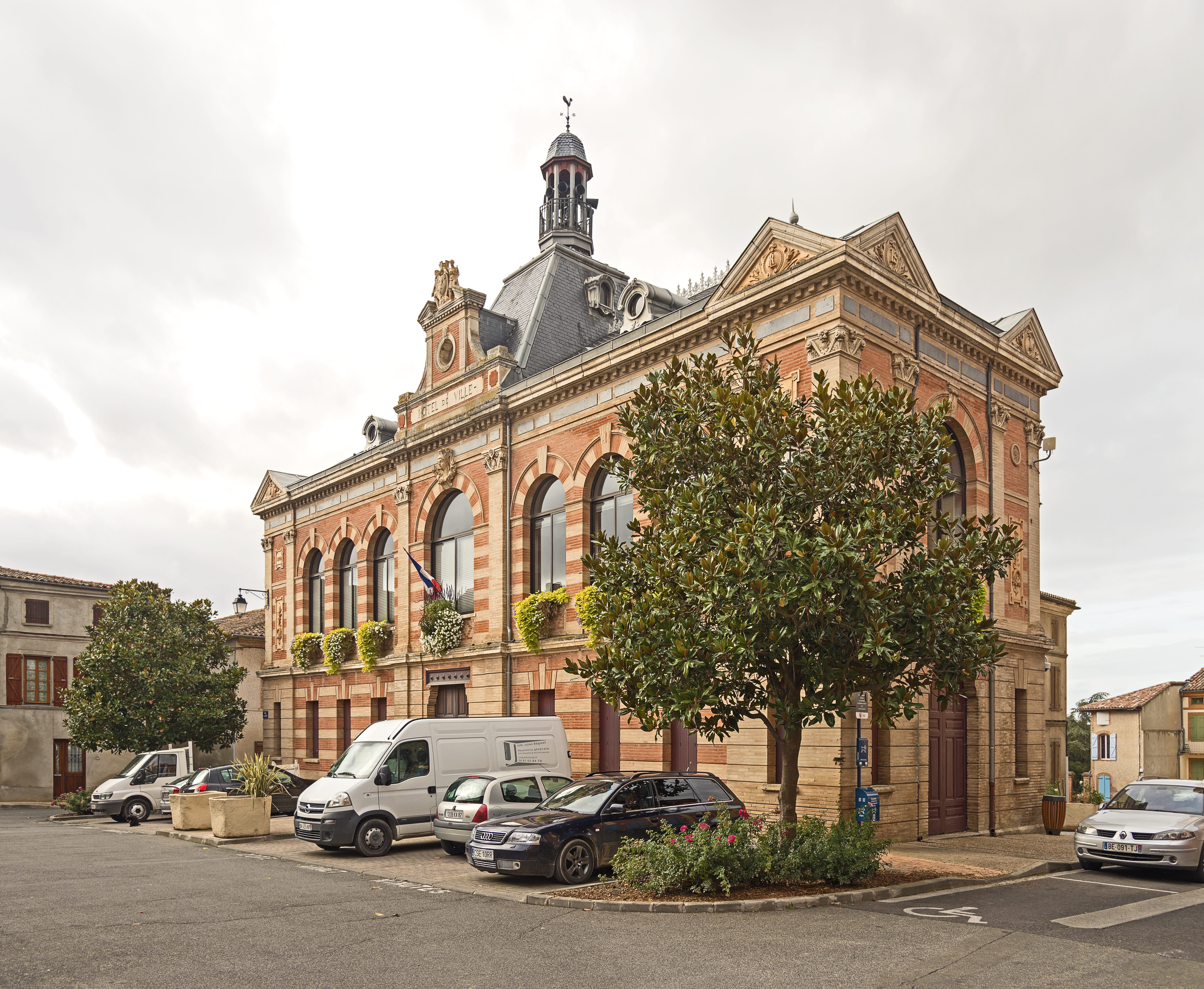
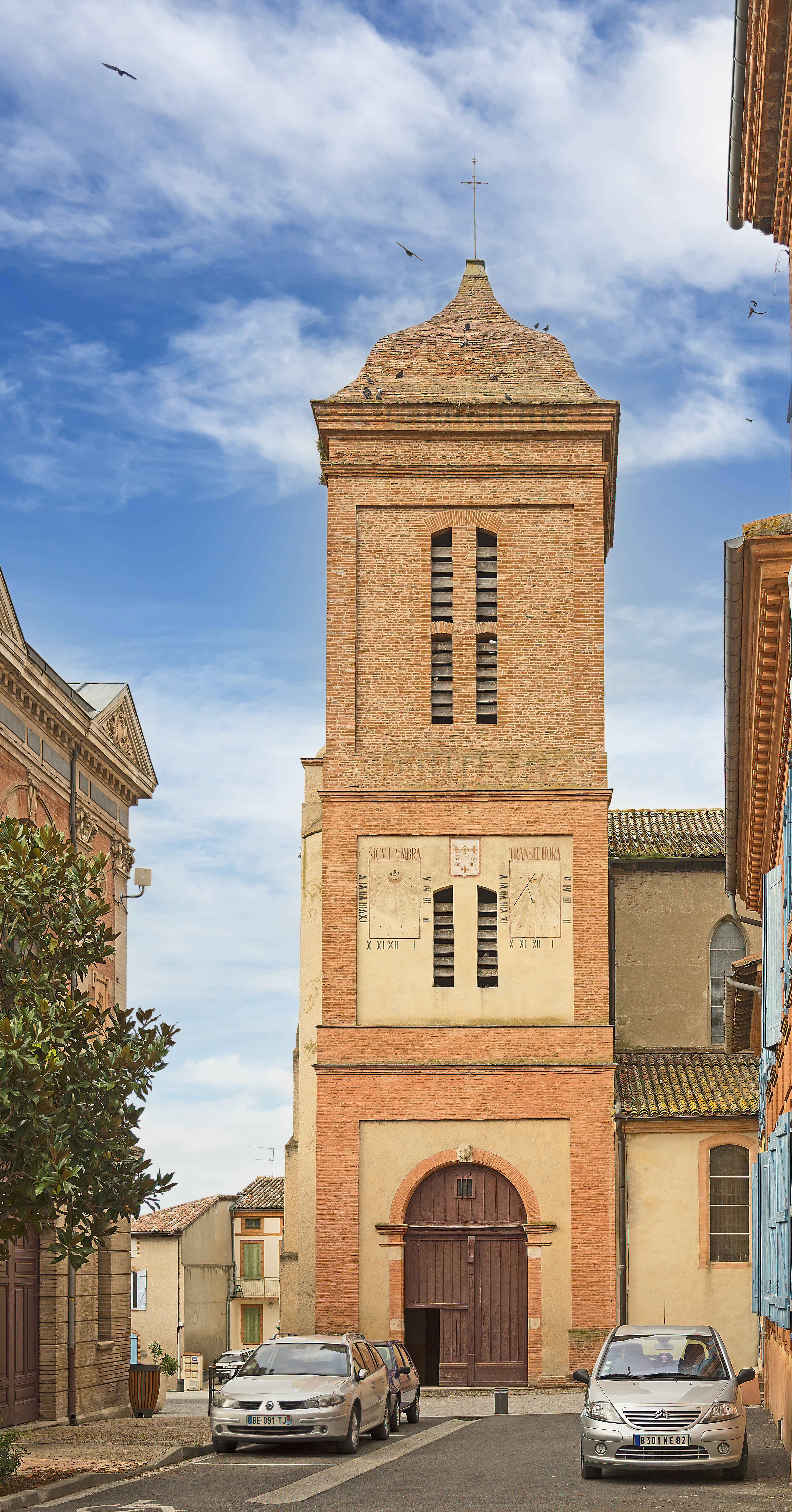
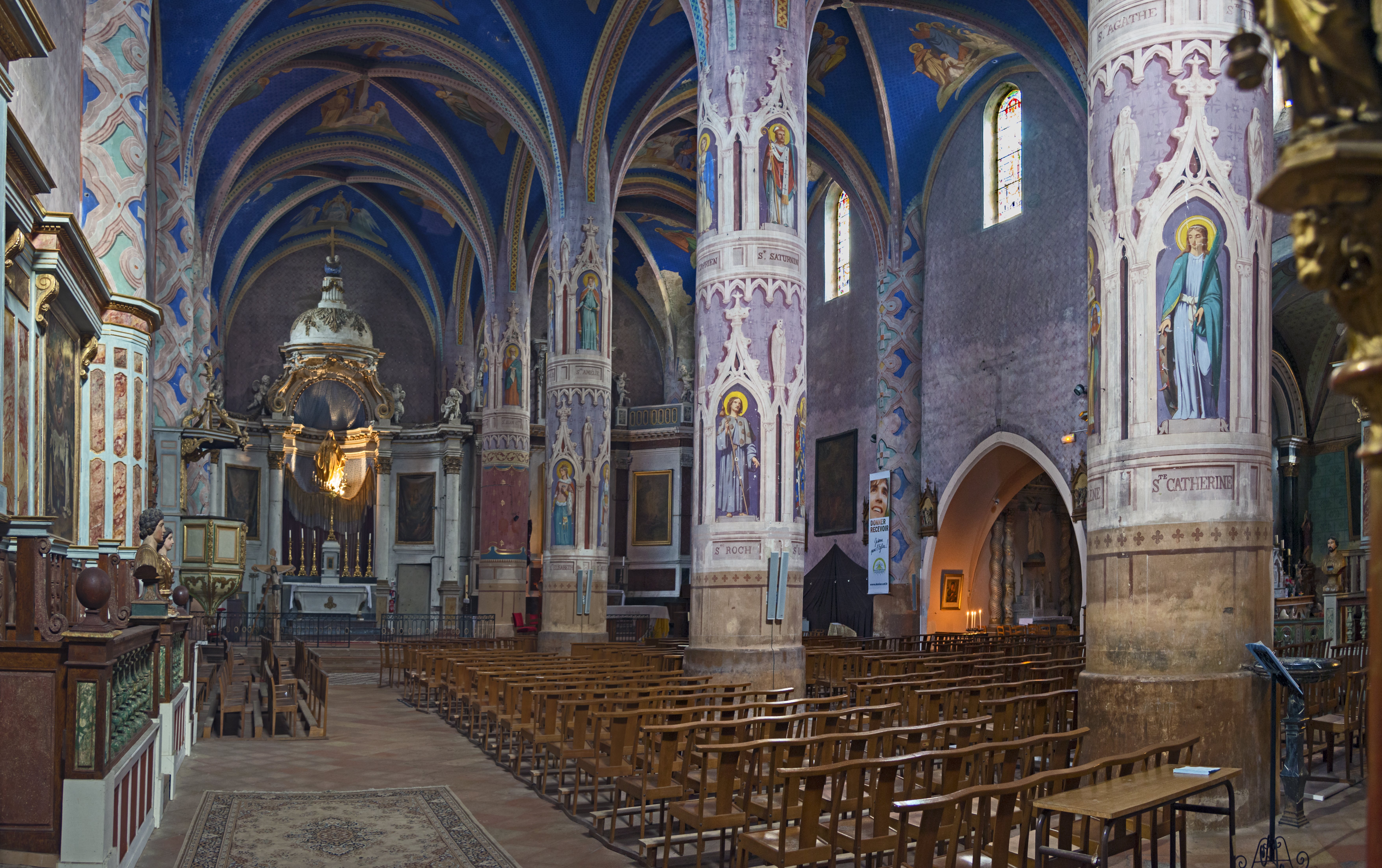
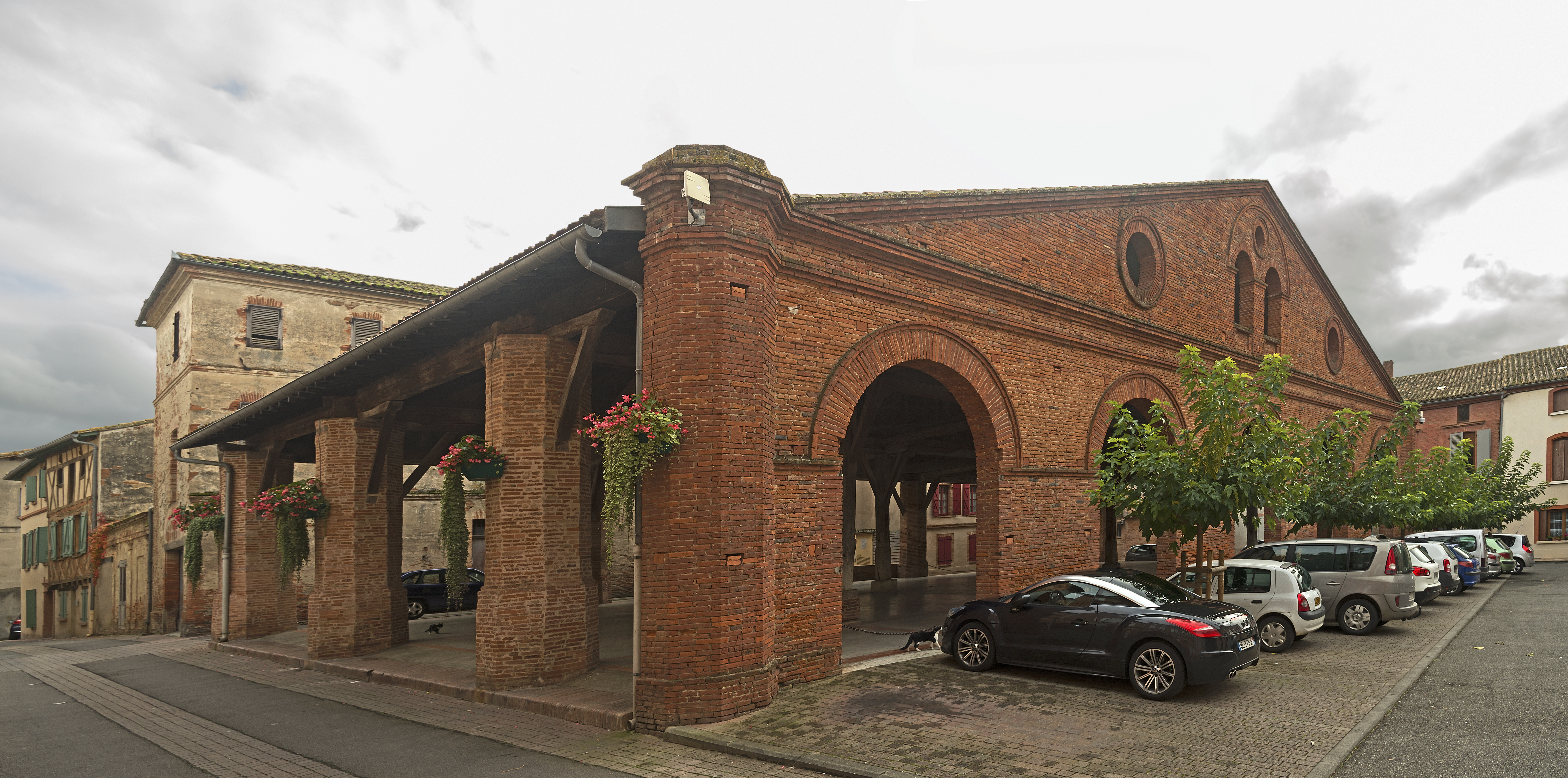

## Demografía
| 2264 | 2370 | 2353 | 2510 | 2872 | 3067 |
| Para los censos de 1962 a 1999 la población legal corresponde a la población sin duplicidades (Fuente: INSEE [Consultar]) |      |      |      |      |      |